# Isocapnia grandis
Isocapnia grandis is een steenvlieg uit de familie Capniidae. De wetenschappelijke naam van de soort is voor het eerst geldig gepubliceerd in 1907 door Banks.